# Østprøven
Østprøven – opuszczona miejscowość na Grenlandii, na południu wyspy. Znajduje się w gminie Kujalleq, 593 km od Nuuk.